# Машхад (местный совет)
Машхад (араб. مشهد‎ ивр. משהד‎) — местный совет и арабская деревня в Северном округе Израиля. Имеет статус местного совета с 1960 года.
На месте дереви стоял библейский город Гафхефер (ивр. גת חפר‎ — Гат Хе́фер), место рождения пророка Ионы. Гафхефер был разрушен после разрушения Второго Храма, после еврейского восстания. В XVIII веке на этом месте поселились арабы-мусульмане и основали эту деревню. Могила пророка находится в мечети Наби Юнас, которая находится в деревне.

## Население
По данным Центрального статистического бюро Израиля, население на начало 2020 года составляло 8 373 человека.
В деревне проживают 7 300 человек, большинство которых являются мусульманами. Общий прирост населения составляет 1,3 %. На каждых 1000 мужчин приходится 971 женщин.
| Категория     | Численность в % |
| ------------- | --------------- |
| 0 - 4 лет     | 13,3            |
| 5 - 9 лет     | 13,9            |
| 10 - 14 лет   | 13,0            |
| 15 - 19 лет   | 11,5            |
| 20 - 29 лет   | 17,5            |
| 30 - 44 лет   | 16,9            |
| 45 - 59 лет   | 9,2             |
| 60 - 64 лет   | 1,9             |
| старше 65 лет | 2,8             |